# ألبرت درو
ألبرت درو (30 أكتوبر 1906 في أستراليا - 20 فبراير 1984) (بالإنجليزية: Albert Drew)‏ هو لاعب كريكت أسترالي.

## وصلات خارجية
- ألبرت درو على موقع إي آس بي آن كريك إنفو (الإنجليزية)